# Milan Opočenský
Milan Opočenský (Hradec Králové, 5 juli 1931 - Praag, 31 januari 2007) was een Tsjechische protestantse theoloog.
Hij kwam uit een godsdienstig gezin waarvan de vader predikant was en de moeder de eerste Tsjechische vrouw die protestantse theologie studeerde. In 1955 werd hij zelf als predikant bevestigd in de Evangelische Kerk van de Boheemse Broeders, een Tsjechisch kerkgenootschap dat in 1918 uit een fusie tussen de aldaar aanwezige lutheranen en gereformeerden was ontstaan. In 1965 promoveerde hij tot doctor in de theologie.
Opočenský was oecumenisch ingesteld wat bleek uit zijn activiteiten in de jaren zestig in de Wereldraad van Kerken en zijn werkzaamheden van 1967 tot 1973 op het Europese secretariaat van de World Student Christian Federation (WSCF). In 1973 betrok hij een professoraat in de sociale ethiek aan de Comenius faculteit voor de protestantse theologie aan de Karelsuniversiteit Praag.
Van 1 oktober 1989 tot 31 maart 2000 was hij secretaris-generaal van de World Alliance of Reformed Churches (WARC), de Wereldbond van Hervormde/Gereformeerde Kerken. In dit ambt maakte Opočenský zich hard voor een kerkelijk beleid dat zich zou moeten richten op het tegengaan van economische ongelijkheid en van de teloorgang van de ecologie en wist hij de belangstelling van de bij de WARC aangesloten kerkgenootschappen voor deze kwesties op te wekken. Hij vond deze problemen welhaast van een zwaarder niveau dan die welke eertijds door het communisme werden veroorzaakt.
Opočenský was niet onverdeeld gelukkig met het verdwijnen van deze ideologie. Hij vond dat men destijds duidelijk wist hoe de verhoudingen tussen kerk en staat lagen maar dat dat tegenwoordig niet meer het geval zou zijn waardoor de kerk aan grotere verleidingen bloot zou staan. Hij was daarom van mening dat de kerk hier krachtig tegen in moest gaan door zich helder tegen deze negatieve ontwikkelingen uit te spreken.
Naast bovenstaande bezigheden schreef hij een tweetal (niet in het Nederlands vertaalde) theologische boeken en redigeerde hij diverse andere. Na een korte periode van ziekte overleed Milan Opočenský op 75-jarige leeftijd. Hij wordt overleefd door zijn vrouw Jana Opočenský die evenals hij ook predikant is.